# 名取市立不二が丘小学校
名取市立不二が丘小学校（なとりしりつ ふじがおかしょうがっこう）は、宮城県名取市名取が丘にある公立小学校。

## 沿革
- 1970年（昭和45年）4月 - 開校[1]。開校時点の児童数は528名[2]。
- 1978年（昭和53年） - この年度の児童数が1255名に達し、ピークを迎えた[2]。
- 2019年（平成31年）4月 - 新たに開校した宮城県立名取支援学校名取が丘校を併設。

## 通学区域と進学先中学校
出典

### 通学区域
- 手倉田字山（185番地1号、207番地、210番地2号を除く）
- 箱塚1丁目（1番から11番までを除く）
- 箱塚2丁目（全域）
- 名取が丘（全域）
- 愛島小豆島字末無窪

### 進学先中学校
- 名取市立第一中学校

## 出身者
- 田中雄大（サッカー選手）

## 周辺
- 宮城県立名取支援学校名取が丘校 - 同一建物内
- 名取市名取が丘西集会所 - 敷地が隣接
- 名取市立不二が丘公園 - 敷地が隣接
  - 上記「不二が丘公園」以外の公園も点在する。
- 名取市名取が丘公民館
- 特別養護老人ホームけやき

## アクセス
- 名取市コミュニティバス『なとりん号』「愛の杜循環線」で、「不二が丘小学校前」停留所下車。
- JR東日本東北本線・仙台空港鉄道仙台空港線名取駅から、上述の『なとりん号』に乗車し、「不二が丘小学校前」停留所まで、
  - 上り便は、通勤通学時間帯・帰宅時間帯の運行便で駅西口から11分、日中運行便で駅東口から17分。
  - 下り便は、全日で駅西口から21分。